# Desa Biobabaru (administrativ by i Indonesien, lat -9,63, long 123,70)
Desa Biobabaru är en administrativ by i Indonesien.   Den ligger i provinsen Nusa Tenggara Timur, i den sydöstra delen av landet, 1 900 km öster om huvudstaden Jakarta.